# Hòa Xuân (xã)
Hòa Xuân là một xã thuộc thành phố Buôn Ma Thuột, tỉnh Đắk Lắk, Việt Nam.
Xã Hòa Xuân có diện tích 24,05 km², dân số năm 1999 là 5.934 người, mật độ dân số đạt 247 người/km².